# Saidu Mansaray
Saidu Mansaray (21 febbraio 2001) è un calciatore sierraleonese, difensore del Wusum Stars e della nazionale sierraleonese.

## Carriera

### Nazionale
Debutta con la nazionale sierraleonese il 15 giugno 2021 in occasione del match di qualificazione per la coppa d'Africa vinto 1-0 contro il Benin.
Nel 2021 viene convocato per la Coppa delle nazioni africane 2021.

## Statistiche
Statistiche aggiornate al 30 dicembre 2021.

### Cronologia presenze e reti in nazionale
| Cronologia completa delle presenze e delle reti in nazionale ― Sierra Leone | Cronologia completa delle presenze e delle reti in nazionale ― Sierra Leone | Cronologia completa delle presenze e delle reti in nazionale ― Sierra Leone | Cronologia completa delle presenze e delle reti in nazionale ― Sierra Leone | Cronologia completa delle presenze e delle reti in nazionale ― Sierra Leone | Cronologia completa delle presenze e delle reti in nazionale ― Sierra Leone | Cronologia completa delle presenze e delle reti in nazionale ― Sierra Leone | Cronologia completa delle presenze e delle reti in nazionale ― Sierra Leone |
| Data                                                                        | Città                                                                       | In casa                                                                     | Risultato                                                                   | Ospiti                                                                      | Competizione                                                                | Reti                                                                        | Note                                                                        |
| --------------------------------------------------------------------------- | --------------------------------------------------------------------------- | --------------------------------------------------------------------------- | --------------------------------------------------------------------------- | --------------------------------------------------------------------------- | --------------------------------------------------------------------------- | --------------------------------------------------------------------------- | --------------------------------------------------------------------------- |
| 15-6-2021                                                                   | Conakry                                                                     | Sierra Leone                                                                | 1 – 0                                                                       | Benin                                                                       | Qual. Coppa d'Africa 2021                                                   | -                                                                           | 87’                                                                         |
| 6-10-2021                                                                   | El Jadida                                                                   | Sierra Leone                                                                | 1 – 1                                                                       | Sudan del Sud                                                               | Amichevole                                                                  | -                                                                           |                                                                             |
| 9-10-2021                                                                   | El Jadida                                                                   | Gambia                                                                      | 1 – 2                                                                       | Sierra Leone                                                                | Amichevole                                                                  | -                                                                           |                                                                             |
| 13-11-2021                                                                  | Sapanca                                                                     | Sierra Leone                                                                | 0 – 2                                                                       | Comore                                                                      | Amichevole                                                                  | -                                                                           | 46’                                                                         |
| Totale                                                                      |                                                                             | Presenze                                                                    | 4                                                                           |                                                                             | Reti                                                                        | 0                                                                           |                                                                             |